# Darwen
Darwen är en stad och civil parish i grevskapet Lancashire i England. Staden ligger i kommunen Blackburn with Darwen, cirka 6 kilometer söder om Blackburn och cirka 28 kilometer nordväst om Manchester. Tätortsdelen (built-up area sub division) Darwen hade 28 155 invånare vid folkräkningen år 2011.